# Likelike (esposa de Kalanimoku)
Likelike (pronunciación hawaiana: [likeːlikeː]; f. 4 de marzo de 1821) fue una Gran Jefa perteneciente a la familia real del Reino de Hawái. Antes de la estandarización de la lengua hawaiana, su nombre se escribió alguna vez como Rikériki. Lilkelike fue la esposa preferida del primer ministro Kalanimoku, un poderoso jefe y estadista, durante los años de la monarquía hawaiana, a quien acompañó en sus interacciones con exploradores visitantes de occidente y con misioneros americanos en Hawái. Después del nacimiento de su hijo Lanihau, Likelike y su bebé recién nacido murieron debido al estruendo causado por los cañones disparados para celebrar el nacimiento real. Su funeral se llevó a cabo bajo las costumbres hawaianas tradicionales, a excepción de la inclusión de un sermón cristiano, el cual fue el primero interpretado ante la realeza hawaiana.

## Familia y matrimonio
Likelike fue hija del Gran Jefe Kaikioʻewa y su esposa Nahaukapu; aunque era pariente lejana del rey Kamehameha I por parte de su padre, Likelike era considerada una kaukau aliʻi, es decir, una jefa de ascendencia de menor rango. Su padre Kaikio'ewa era descendiente de la familia gobernante de la Isla de Hawái y un partidario del rey Kamehameha I durante su conquista de las islas hawaianas. Él sirvió como kahu (guardian o vigilante) del joven Kamehameha III cuando el rey era apenas un niño y luego presidió como Gobernador de Kauai.  Su madre era descendiente del jefe semi-legendario Kahaoʻi de la isla de Oahu.
Likelike se comprometió primeramente con el Gran Jefe Boki, quien llegaría a ser Gobernador de Oahu. Sin embargo, en algún momento después de su matrimonio, Kalanimoku, el hermano mayor de Boki, tomó a Likelike como su esposa. Kalanimoku, quien era llamado el Cable de Hierro de Hawái debido a su habilidad política y destreza militar, se desempeñó como primer ministro durante los reinados de los primeros tres reyes de Hawái. En represalia, Boki tomó a la jefa Kuini Liliha de su sobrino Kahalaiʻun Luanuʻu, su esposo anterior. La manera en que los hombres “tomaron” a Likelike y Kuini Liliha como esposas no se explica detalladamente en las fuentes contemporáneas. Kalanimoku tenía muchas otras esposas incluyendo a la media hermana de Likelike, Kuwahine, pero Likelike era considerada su esposa preferida.

## Interacciones con extranjeros
En mayo de 1819, el rey Kamehameha I murió y le dejó el trono a su hijo Kamehameha II. En agosto de ese año, la corbeta francesa Uranie visitó las islas hawaianas durante su expedición de circunnavegación bajo el mando del capitán Louis de Freycinet. Cuando el Uranie desembarcó en Kawaihae, en la isla de Hawái, Likelike acompañó a Kalanimoku a su reunión y festín con el explorador. Debido al ʻai kapu (tabú) que prohibía a hombres y mujeres comer juntos, a Likelike no se le permitió cenar en la misma mesa que Kalanimoku y el capitán, por lo que permaneció en cubierta comiendo las sobras que le traían. Después de que su esposo terminó y dejó la mesa, ella tomó su lugar junto con el resto de los comensales. Freycinet observó que ella “compensó la moderación temporal que le habían impuesto al ingerir varios vasos de brandy, uno tras otro, con notable gusto”. El 14 de agosto, Kalanimoku fue bautizado en la fe católica por el capellán del barco, Abbé de Quélen, mientras se encontraba anclado en Lāhainā, Maui, que en ese entonces era la capital de Hawái. No se sabe si Likelike estuvo a bordo durante la ceremonia.
J. Alphonse Pellion, un artista a bordo del Uranie, hizo varios bocetos grabados de los hawaianos que visitaron la nave, incluyendo uno de Likelike titulado Rikériki, femme du chef Kraïmokou (arriba). También esbozó a otros dos jefes: la reina Kamāmalu (Kamahamarou), la esposa preferida de Kamehameha II, y Keōuawahine (Kéohoua), la esposa de Kuakini, gobernador de la isla de Hawái. Algunos de sus bocetos también mostraban signos tradicionales del duelo, como afeitarse la cabeza y marcarse el cuerpo en honor del rey recientemente fallecido.

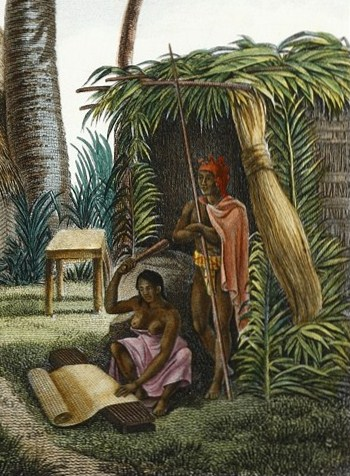
J. Alphonse Pellion, Îles Sandwich; Maisons de Kraïmokou, Premier Ministre du Roi; Fabrication des Étoffes, c. 1819. Una escena doméstica de Likelike golpeando una tela kapa con su esposo de pie junto a ella

Rose de Freycinet, esposa de Louis de Freycinet y su acompañante durante la expedición, dio una breve descripción de Likelike después de conocerla: “esta mujer es muy joven y tiene un rostro bastante agradable; ella es menos corpulenta que las otras mujeres que he conocido y la escasez de su ropa es menos impactante”.
Después de la llegada de los misioneros estadounidenses protestantes en 1820, Kalanimoku permitió que el reverendo Elisha Loomis estableciera una escuela en Kawaihae, donde Likelike se convirtió en estudiante de la nueva fe. Loomis, en una de las cartas que envió a la Junta Americana de Comisionados para las Misiones Extranjeras, describió a Likelike como "una esposa afectuosa y amigable". Su propia esposa, Maria Loomis, relató cómo los jefes profesaban su amor por la palapala (Biblia). Bajo el reinado del nuevo rey Kamehameha II, la corte se alejó de la antigua sede de su padre en Kailua-Kona a finales de 1820 y pasó por Lāhainā antes de establecerse en Honolulu, Oahu a principios del año 1821.
Likelike y Kalanimoku también dejaron Kawaihae y se mudaron junto con el resto de la corte real, aunque la pareja iría antes que el rey a Oahu debido al embarazo de Likelike. Según Loomis, Likelike estaba ansiosa por continuar su educación en Honolulu, donde Hiram Bingham predicaba. Con mucha fanfarria y fuego de cañón, el rey llegó a bordo de su nuevo yate real Haʻaheo o Hawaiʻi al puerto de Honolulu el 3 de febrero de 1821.

## Muerte y funeral
Durante su viaje a Honolulu, Likelike estaba embarazada del hijo de Kalanimoku y pronta a dar a luz. El 25 de febrero de 1821, nació un niño al que nombraron Lanihau ("cielo fresco"). Kalanimoku y su hermano Boki activaron los cañones y dispararon mosquetes por todo Honolulu para celebrar y anunciar el nacimiento del niño al público. En sus descripciones del incidente, los misioneros estadounidenses acusaron al pueblo de entusiasmarse demasiado con los cañones, que era una costumbre popular adoptada después de la llegada de las armas de fuego occidentales a las islas. Bingham informó que se consumieron "doscientas libras de pólvora" y que gran parte de esta llegó a las proximidades de la cabaña de hierba donde residían el recién nacido y la madre. Según los textos de Bingham y Loomis, Lanihau murió dentro de las siguientes veinticuatro horas y Likelike murió de una fiebre poco después, el 3 de marzo, en el Fuerte de Honolulu.

Bingham, quien visitó a Likelike junto con otro misionero, describió los últimos días de la Gran Jefa:
Cuando dos de nosotros llegamos al lugar, encontramos a la pobre Likelike gritando y retorciéndose en agonía de muerte, más allá del alcance de la habilidad o ayuda humana. ¡Oh, qué diferente es la muerte de un pagano de la de un cristiano! ¡Qué horror parecía cernirse sobre la tumba! Durante cuatro noches seguidas, ante su sincera solicitud, sus amigos la sacaron y la sumergieron para enfriar su ardiente fiebre con la esperanza de prolongar su vida hasta que llegara su esposo, pero la hora de su fallecimiento había llegado. Boki, quien nos había llamado para que nos sentáramos cerca de ella, al darse cuenta de que había dejado de respirar y que todo signo de vida había desaparecido, levantó su cabeza hacia arriba y soltó un fuerte lamento pagano, que pronto se volvió general y ensordecedor, proveniente de una multitud de voces. Nos alejamos de la multitud mientras otros se retorcían en angustia, llorando con tonos y cadencias fuertes y lamentables, mientras torrentes de lágrimas caían por sus rostros morenos.

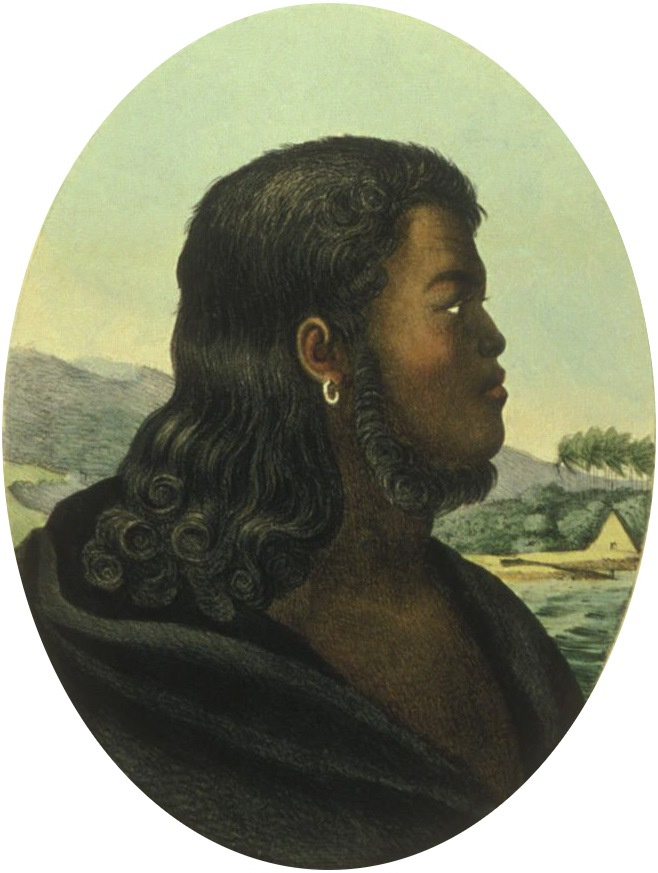
Retrato de Kalanimoku, esposo de Likelike, hecho por el pintor Louis Choris

El pueblo hawaiano lamentó mucho la muerte de la joven jefa. Su funeral duró varios días y contó con las prácticas funerarias hawaianas tradicionales, incluyendo lamentos, bailes de hula y algunos dolientes afeitándose el cabello en señal de dolor. Bingham y otros misioneros estadounidenses suplicaron al rey y al gobernador de Oahu, Boki, que detuvieran el hula funerario en el Sabbath, un día de descanso en la tradición cristiana, con el fin de realizar un funeral cristiano, pero estos últimos se negaron. Aunque los misioneros no pudieron detener los rituales tradicionales de luto, Kalanimoku permitió que Bingham diera un sermón en la casa de Kalanimoku durante el Sabbath. Fue el primer sermón cristiano que se llevó a cabo para el funeral de un miembro de la realeza hawaiana. El sermón se dio en inglés, por lo que tuvo que ser traducido a hawaiano para que Kalanimoku y las otras personas presentes lo pudieran entender. Según Bingham, Kalanimoku “preguntó si su difunta esposa había ido al cielo”. La muerte de Likelike y su hijo recién nacido causó gran dolor a Kalanimoku, lo cual lo llevó en un principio a distraerse con un juego tradicional hawaiano llamado no'a; sin embargo, poco después de un mes, la pena y la influencia que los misioneros habían tenido en el funeral de la Gran Jefa lo llevaron a acercarse a ellos para estudiar la religión protestante. El entierro de Likelike se hizo de la manera tradicional: se conservaron sus huesos, mientras que su carne fue arrancada y arrojada al mar.
Comparte su nombre con la princesa Likelike (1851–1887), hermana menor del rey Kalākaua y de la reina Liliʻuokalani, quien dio su nombre a la carretera Likelike en Oahu.